# Indonesia Open 1995
L'Indonesia Open 1995 è un torneo di tennis giocato sul cemento. È la 3ª edizione del torneo, che fa parte della categoria Tier III nell'ambito del WTA Tour 1995. Si è giocato al Gelora Senayan Stadium di Giacarta in Indonesia, dal 2 all'8 gennaio 1995.

## Campionesse

### Singolare
Sabine Hack ha battuto in finale  Irina Spîrlea con il punteggio di 2–6, 7–6, 6–4

### Doppio
Claudia Porwik /  Irina Spîrlea hanno battuto in finale  Laurence Courtois /  Nancy Feber con il punteggio di 6–2, 6–3